# Punta Zurueta
Punta Zurueta (spanisch) ist eine Landspitze im Nordosten von Half Moon Island im Archipel der Südlichen Shetlandinseln. Sie liegt nördlich der Landspitze Punta Fliess als östlicher Ausläufer des Saddleback Ridge.
Argentinische Wissenschaftler benannten sie. Der weitere Benennungshintergrund ist nicht überliefert.